# Uruguay en los Juegos Mundiales de Chengdu 2025
Uruguay es uno de los países que compitieron en los Juegos Mundiales de 2025 que se celebraron en Chengdu, China.
Uruguay llevó a un único deportista y no consiguió ninguna medalla.

## Resultados

### Ju-Jitsu
| Atleta            | Competencia     | Ronda preliminar | Ronda preliminar | Ronda preliminar | Ronda preliminar | Octavos de final | Octavos de final | Cuartos de final | Cuartos de final | Semifinal | Semifinal | Final / Tercer puesto | Final / Tercer puesto | Posición  |           |
| Atleta            | Competencia     | Oponente         | Resultado        | Oponente         | Resultado        | Oponente         | Resultado        | Oponente         | Resultado        | Oponente  | Resultado | Oponente              | Resultado             | Posición  |           |
| ----------------- | --------------- | ---------------- | ---------------- | ---------------- | ---------------- | ---------------- | ---------------- | ---------------- | ---------------- | --------- | --------- | --------------------- | --------------------- | --------- | --------- |
| Varonil           |                 |                  |                  |                  |                  |                  |                  |                  |                  |           |           |                       |                       |           |           |
| Joaquín Domínguez | Combate -77 kg. | # Boy Vogelzang  | 0:50             | # Percy Kunsa    | 0-50             | -                | -                | -                | -                | eliminad0 | eliminad0 | eliminad0             | eliminad0             | eliminad0 | eliminad0 |